# Ditassa dolichoglossa
Ditassa dolichoglossa är en oleanderväxtart som beskrevs av Rudolf Schlechter. Ditassa dolichoglossa ingår i släktet Ditassa och familjen oleanderväxter. Inga underarter finns listade i Catalogue of Life.